# Dolní Libochová
Dolní Libochová (en allemand : Unter Libochau) est une commune du district de Žďár nad Sázavou, dans la région de Vysočina, en Tchéquie. Sa population s'élevait à 147 habitants en 2020.

## Géographie
Dolní Libochová se trouve à 14 km au nord-est de Velké Meziříčí, à 24,5 km au sud-est de Žďár nad Sázavou, à 43 km à l'est de Jihlava et à 147,5 km au sud-est de Prague.
La commune est limitée par Radkov au nord, par Strážek au nord-est et à l'est, par Nová Ves au sud, par Křižanov au sud-ouest et par Horní Libochová à l'ouest.

## Histoire
La première mention écrite de la localité date de 1350.

## Transports
Par la route, Dolní Libochová se trouve à 16 km de Velké Meziříčí, à 36,5 km de Žďár nad Sázavou, à 51 km de Jihlava et à 171 km de Prague.